# Логотип Дрогобича
Логотип Дрогобича — логотип (символ, графічний знак) Дрогобича, міста обласного підпорядкування Львівської області в Україні.

## Опис логотипу

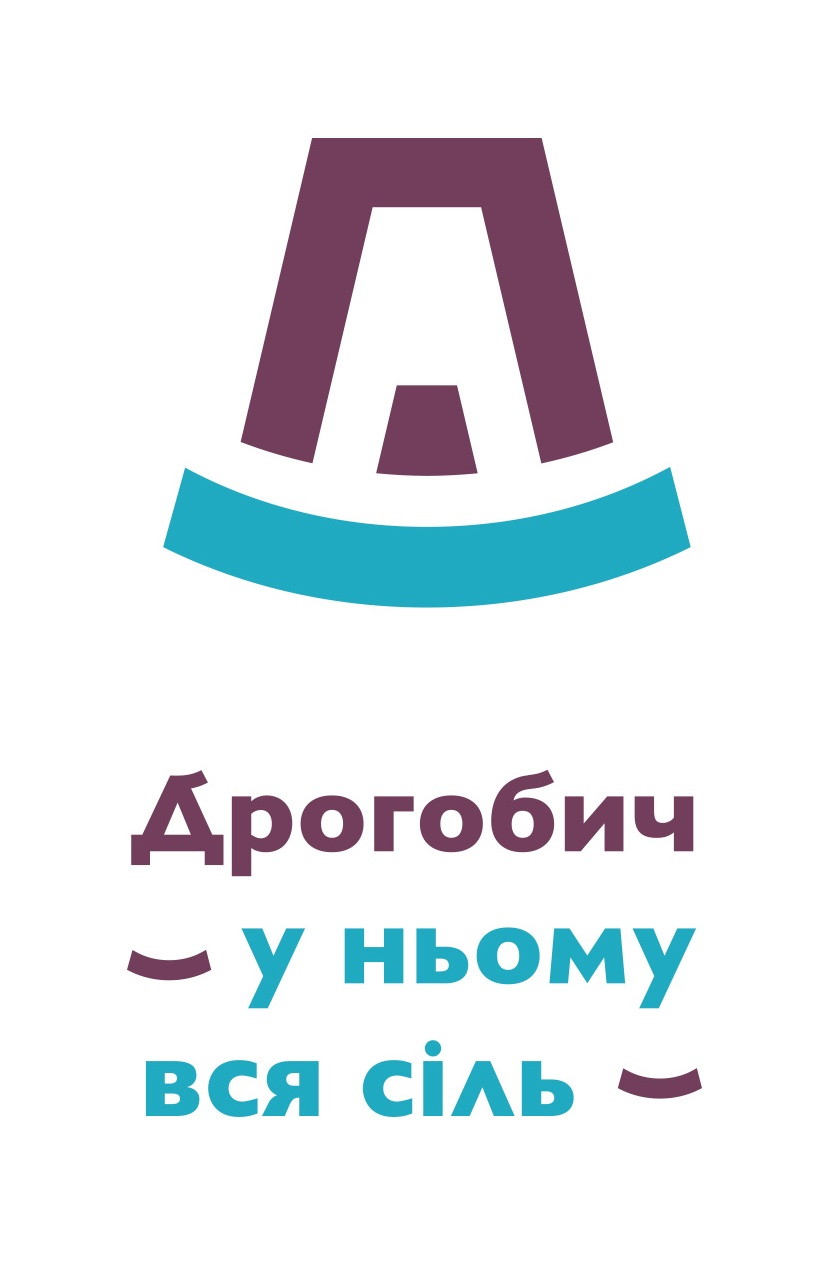
Логотип Дрогобича

Сучасний логотип зображує по центру топку солі яку обрамлює символ — астролямбія, а довершує логотип — посмішка.

## Історія створення
У 2016 році Дрогобицька міська рада, КП «Туристично-інформаційний центр м. Дрогобич» разом з агенцією з цифрового маркетингу Yedynka DGTL розпочали процес створення міського бренду. У процесі роботи була створена робоча група. Ігор Чава директор Туристично — інформаційного центру м. Дрогобич та Олексій Малицький, молодий підприємець, дрогобичанин, стартапер, один із засновників бренду Sammy Icon, Clan-P та інших проектів, ініціювали конкурс на кращий слоган міста, а також розробку сайту та зйомки відео, що презентували можливі слогани міста. Над відео працювали ведучий радіостанції «Твоє Радіо» Ігор Дьорка, Володимир Васюта, а над розробкою сайту — Андрій Єндріжиєвський
3 квітня у світлиці Дрогобицької ратуші відбулася презентація результатів вибору туристичного слогану Дрогобича за участю міського голови Дрогобича Тараса Кучми, керівника КП «Туристично-інформаційний центр Дрогобича» Ігоря Чави, комунікаційного координатора ВІ «Активна Громада» Олени Юркевич, активних дрогобичан та представників ЗМІ. Впродовж місяця дрогобичани, взявши участь у публічних консультаціях, за допомогою е-ресурсу «Ваша думка» або відправивши SMS з текстом «8294 варіант відповіді» на номер 0931170035, обирали туристичний слоган свого міста. За результатами голосування дрогобичани туристичним слоганом міста обрали «Дрогобич — у ньому вся сіль». Усього участь у голосуванні, за словами координатора ВІ «Активна громада», взяли участь близько півтисячі дрогобичан. Після обрання логотипу розпочалася робота над створенням туристичного логотипу. 25 травня конкурсна комісія з числа керівництва міста, депутатського корпусу і громадськості обрала для Дрогобича туристичний логотип міста..
Серед 14 поданих заявок-претендентів спершу було відібрано трійку найкращих, а відтак конкурсна комісія шляхом голосування відібрала найбільш відповідний для Дрогобича. Критерії, якими керувалася комісія під час відбору логотипу, — це рівень відповідності логотипу духу міста та його унікальність, а також наскільки логотип буде цікавим для туристів. Конкурсна комісія одноголосно обрала туристичний логотип міста, віддавши свої голоси за роботу дизайнера Олега Білого, у роботі якого можна найбільше розгледіти Дрогобич.